# Bausch & Lomb
Bausch & Lomb – amerykańskie przedsiębiorstwo produkujące sprzęt medyczny, założone w 1853 przez dwóch Niemców, Johna Jacoba Bauscha i Henry’ego Lomba w Rochester w stanie Nowy Jork.
Bausch & Lomb znane jest z produkcji soczewek kontaktowych oraz okularów Ray-Ban, sprzedawanych od 1999 we włoskiej firmie Luxottica Group.
Bausch & Lomb jest jednym z największych producentów soczewek kontaktowych i sprzętu medycznego w USA.
W kwietniu 2006 powiązano przypadki zakażenia u kilkuset osób w USA grzybem Fusarium (powszechnie występujący w glebie) z płynem do czyszczenia soczewek kontaktowych ReNu MoistureLoc produkowany przez Bausch & Lomb (najpowszechniej używanym wtedy płynem do pielęgnacji soczewek kontaktowych). W związku z tymi podejrzeniami wycofano go z rynków na całym świecie.
Bausch & Lomb aktualnie zatrudnia ponad 13 tys. osób w 36 krajach.
Największymi światowymi konkurentami firmy Bausch & Lomb na rynku soczewek kontaktowych są firmy Johnson & Johnson, Novartis (CibaVision), CooperVision oraz Alcon.
Najpopularniejszymi w Polsce produktami firmy są soczewki kontaktowe Optima FW (SofLens 38), SofLens 59 i PureVision oraz płyn do pielęgnacji soczewek Renu MultiPlus.